# Rubén Ramos
Rubén Ramos Antón (Saragossa, 1972) és un periodista i escriptor aragonès. Llicenciat en Ciències Socials i de la Informació (branca de Periodisme) per la Universitat del País Basc. És membre de l'Associació Cultural Nogará-Religada des de 1993.
Coneix l'aragonès des de bé menut, primerament a Sant Chorche, i després a Sobrarbe.
Ha escrit un bon nombre d'articles i treballs sobre l'aragonès en publicacions com Siete de Aragón (del qual va ser coordinador en diferents etapes), el Diario de Bolsillo de Zaragoza, Trébede i últimament en O Espiello (revista editada per l'Associació Cultural Nogará-Religada). També va participar i coordinar el programa de ràdio O mirallo, a l'emissora de ràdio saragossana Radio Ebro.
En llengua castellana ha publicat juntament amb l'historiador Carlos Serrano Lacarra els llibres L'aragonesisme en la transició (I i II) i ha contribuït en el llibre La selecció aragonesa de futbol de Rafael Rojas. En aragonès ha escrit les novel·les Bidas Crebazadas i En l'altro canto d'a güega, amb les que va guanyar el Premi Arnal Cavero en les edicions de 2006 i 2008. Aquest darrer explica la història de Maria, una jove plena de somnis que coneix a Miguel, un muntanyès que ha hagut de marxar del seu poble. Junts es capbussen en els embolics polítics de la Saragossa dels anys trenta del segle passat.